# Resolution 338 des UN-Sicherheitsrates
Am 22. Oktober 1973 rief der Sicherheitsrat der Vereinten Nationen in der Resolution 338 zum Waffenstillstand und Ende des Jom-Kippur-Kriegs zwischen den vereinigten Streitkräften Syriens und Ägyptens gegen Israel auf.
Der Sicherheitsrat,

1. fordert alle an den gegenwärtigen Kampfhandlungen Beteiligten auf, sofort, spätestens 12 Stunden nach dem Zeitpunkt der Verabschiedung dieses Beschlusses, in denen von ihnen jetzt besetzten Stellungen jedes Feuer einzustellen und jede militärische Aktivität zu beenden.
2. fordert die beteiligten Parteien auf, sofort nach Einstellung des Feuers damit zu beginnen, die Resolution 242 des UN-Sicherheitsrates (1967) in allen ihren Teilen durchzuführen.
3. beschließt, dass sofort und gleichzeitig mit den Feuereinstellungen Verhandlungen zwischen den beteiligten Parteien unter geeigneter Schirmherrschaft mit dem Ziel aufgenommen werden, einen gerechten und dauerhaften Frieden im Nahen Osten herzustellen.

Die Resolution wurde auf der 1747. Sitzung des Sicherheitsrats mit 14 Stimmen ohne Gegenstimme verabschiedet (Die Volksrepublik China nahm damals den Sitz im Sicherheitsrat nicht wahr).
Da Israel zu diesem Zeitpunkt den Angriff seiner arabischen Nachbarn bereits zurückgeschlagen hatte und Ägypten und Syrien dabei hohe Verluste erlitten hatten, leisteten die drei Staaten dem Appell der internationalen Gemeinschaft Folge. Noch am selben Tag endeten die Kampfhandlungen an der Nordfront (Syrien), am 24. Oktober auch im Süden (Ägypten). Kurzfristige Folge des Jom-Kippur-Krieges war die Ölkrise von 1973, langfristig ergaben sich neue Verhandlungsmöglichkeiten, die 1979 im Israelisch-ägyptischen Friedensvertrag von Camp David und der Anerkennung Israels durch Ägypten führten.